# 英国免疫学会
英国免疫学会（英語:British Society for Immunology, BSI）は、イギリスの免疫学組織。1956年にJohn H. Humphrey, Robin Coombs, Bob White, Avrion Mitchisonによって創設された。ヨーロッパ最大の免疫学組織である。

## 領域
扱う領域はHIV・AIDS、アレルギー, 糖尿病, マラリア, 結核, 動物の疾患, 関節炎, 移植, 予防接種、感染症、伝染病である。

## 構成
理事長はピーター・オープンショー（Peter Openshaw）インペリアル・カレッジ・ロンドン教授である。
理事: 
- Lindsay Nicholson (ブリストル大学),
- Anne Cooke(ケンブリッジ大学)
- Robert Barker (アバディーン大学)
- Leonie Taams (キングス・カレッジ・ロンドン),
- Diane Williamson (防衛科学技術研究所：Defence Science and Technology Laboratory,DSTL)
- Bill Egner (シェフィールド教育病院NHS財団トラスト、en:Sheffield Teaching Hospitals NHS Foundation Trust),
- Sheena Cruickshank (マンチェスター大学)[1]

科学雑誌ImmunologyとClinical and Experimental Immunologyを刊行している。

## 所属学会
- Federation of Clinical Immunology Societies (FOCIS)
- International Union of Immunological Societies (IUIS)
- European Federation of Immunological Studies
- World Allergy Organization (WAO)
- Royal Society of Biology